# Вулька-Понікевська
Вулька-Понікевська (пол. Wólka Ponikiewska) — село в Польщі, у гміні Закшев Люблінського повіту Люблінського воєводства.
Населення — 167 осіб (2011).
У 1975-1998 роках село належало до Замойського воєводства.

## Демографія
Демографічна структура станом на 31 березня 2011 року:
|          | Загалом | Допрацездатний вік | Працездатний вік | Постпрацездатний вік |
| -------- | ------- | ------------------ | ---------------- | -------------------- |
| Чоловіки | 82      | 17                 | 46               | 19                   |
| Жінки    | 85      | 19                 | 34               | 32                   |
| Разом    | 167     | 36                 | 80               | 51                   |